# Sender Schleptruper Egge
Der Sender Schleptruper Egge (in DVB-T-Dokumenten als Osnabrück-Engter bezeichnet) ist eine Sendeeinrichtung der Deutschen Funkturm GmbH für UKW und TV, die sich auf der Schleptruper Egge, einem Waldgebiet der Stadt Bramsche, befindet. Als Antennenträger kommt ein 234 Meter hoher, abgespannter Stahlfachwerkmast mit viereckigem Querschnitt zum Einsatz, dessen Fundament sich 147 Meter über dem Meeresspiegel befindet.

## Frequenzen und Programme

### Analoger Hörfunk (UKW)
Die UKW-Sendeantennen befinden sich im oberen Mastsegment ab einer Höhe von 166 Metern über Grund.
| Frequenz (MHz) | Programm              | RDS PS            | RDS PI                | Regionalisierung | ERP (kW) | Antennen- diagramm rund (ND)/ gerichtet (D) | Polarisation horizontal (H)/ vertikal (V) |
| -------------- | --------------------- | ----------------- | --------------------- | ---------------- | -------- | ------------------------------------------- | ----------------------------------------- |
| 87,6           | NDR Info              | NDR_Info          | D384                  | –                | 0,5      | D (70-110°, 300-20°)                        | H                                         |
| 89,2           | NDR 2                 | _NDR_2__          | D382                  | –                | 8        | ND                                          | H                                         |
| 92,4           | NDR 1 Niedersachsen   | NDR_1_OS NDR1_NDS | D781 (regional), D381 | Osnabrück        | 8        | ND                                          | H                                         |
| 96,4           | N-Joy                 | _N-JOY__          | D385                  | –                | 0,2      | D (0-90°, 140-190°, 230-330°)               | H                                         |
| 98,8           | NDR Kultur            | NDR_Kult          | D383                  | –                | 8        | ND                                          | H                                         |
| 103,4          | Radio ffn             | ffn_OS__ __ffn___ | D988 (regional), D388 | Osnabrück        | 10       | ND                                          | H                                         |
| 105,9          | Antenne Niedersachsen | ANTENNE_          | D989 (regional), D389 | Osnabrück        | 10       | ND                                          | H                                         |
| 107,6          | Radio Osnabrück       | .ROS.___          | D48F                  | –                | 0,1      | ND                                          | H                                         |

Aufgrund der exponierten Lage versorgt der Sender trotz der relativ geringen Sendeleistung auch weite Teile des Münsterlands und des Teutoburger Waldes in NRW mit den Hörfunkprogrammen aus Niedersachsen. Sogar einige Teile der Niederländischen Grenzorte werden von diesem Sender versorgt.

### Digitales Radio (DAB / DAB+)
Seit dem 25. Mai 2012 werden die Hörfunkprogramme des ersten bundesweiten Multiplexes ausgestrahlt. Die Abstrahlung erfolgt in vertikaler Polarisation auf DAB-Kanal 5C im Gleichwellennetz mit anderen Sendern. Am 5. Oktober 2020 ist der von Antenne Deutschland betriebene zweite Multiplex auf Sendung gegangen und das private Programmangebot im regionalen Multiplex am 13. Juli 2023 hinzugekommen. Seit 10. Februar 2025 wird auch der Multiplex des Norddeutschen Rundfunks im Kanal 10A ausgestrahlt, Quellen zufolge allerdings nicht mit den koordinierten 10 kW Rundstrahlung, sondern nur mit 4 kW Rundstrahlung.
| Block                        | Programme (Datendienste) | ERP (kW) | Antennen- diagramm rund (ND)/ gerichtet (D) | Gleichwellennetz (SFN) |
| ---------------------------- | --- | -------- | ------------------------------------------- | --- |
| 5C DR Deutschland (D__00188) | DAB+ Block der Media Broadcast: - Absolut relax (72 kbps) - Dlf (104 kbps) - Dlf Kultur (112 kbps) - Dlf Nova (104 kbps) - DRadio DokDeb (48 kbps) - Energy Digital (72 kbps) - ERF Plus (64 kbps) - Klassik Radio (72 kbps) - Radio Bob (72 kbps) - Radio Horeb (48 kbps) - Radio Schlagerparadies (64 kbps) - Schwarzwaldradio (64 kbps) - sunshine live (72 kbps) - DRadio Daten (32 kbps Daten) - EPG Deutschland (16 kbps Daten) - TPEG (16 kbps Daten) - TPEG_MM (16 kbps Daten) | 10       | ND                                          | - Baden-Württemberg: Aalen, Baden-Baden (Fremersberg), Bad Mergentheim, Blauen, Brandenkopf, Donaueschingen, Feldberg im Schwarzwald, Freiburg (Vogtsburg-Totenkopf), Geislingen (Oberböhringen), Großerlach (Hohe Brach), Heidelberg (Königstuhl), Heilbronn (Schweinsberg), Hochrhein (Rickenbach), Hornisgrinde, Pforzheim (Schömberg-Langenbrand), Raichberg, Ravensburg (Höchsten), Reutlingen, Stuttgart (Frauenkopf), Ulm (Kuhberg) - Bayern: Amberg (Hirschau), Aschaffenburg (Pfaffenberg), Augsburg (Hotelturm), Bad Tölz (Gaißach), Bamberg (Geisberg), Büttelberg, Brotjacklriegel, Dillberg, Grünten, Herzogstand, Hochberg (Traunstein), Hoher Bogen, Inntal (Ebbs), Ingolstadt (Gelbelsee), Kreuzberg/Rhön, Landshut (Altdorf), München (Olympiaturm), Nennslingen (Büchelberg), Nürnberg, Oberammergau, Ochsenkopf, Passau, Pfänder, Pfaffenhofen, Pfarrkirchen, Pfronten, Regensburg (Hohe Linie), Unterringingen, Untersberg, Wendelstein (Bayrischzell), Würzburg (Frankenwarte) - Berlin: Berlin (Alexanderplatz), Berlin (Scholzplatz) - Brandenburg: Bad Belzig, Booßen, Brandenburg/Havel, Calau, Casekow, Cottbus, Eisenhüttenstadt, Petkus, Pritzwalk, Templin - Bremen: Bremen (Walle), Bremerhaven-Schiffdorf - Hamburg: Hamburg (Moorfleet), Hamburg (Heinrich-Hertz-Turm) - Hessen: Bad Hersfeld (Rimberg), Biedenkopf (Sackpfeife), Fulda (Hummelskopf), Frankfurt (Europaturm), Gelnhausen (Schnepfenkopf), Gießen (Dünsberg), Großer Feldberg, Hardberg, Hohe Wurzel, Hoher Meißner, Kassel (Habichtswald), Mainz-Kastel - Mecklenburg-Vorpommern: Garz (Rügen), Güstrow, Malchin, Neubrandenburg-Süd, Rostock (Toitenwinkel), Röbel, Schwerin (Zippendorf-Gr.Dreesch), Torgelow, Wismar/Rüggow, Züssow - Niedersachsen: Aurich-Popens, Braunschweig (Broitzem), Braunschweig (Drachenberg), Cuxhaven-Stadt, Dannenberg, Göttingen (Bovenden-Osterberg), Hannover (Telemax), Lingen, Lüneburg-Neu Wendhausen, Molbergen-Peheim, Osnabrück (Bramsche-Schleptruper Egge), Hildesheim (Sibbesse), Steinkimmen, Uelzen, Visselhövede, Wilhelmshaven - Nordrhein-Westfalen: Aachen (Karlshöhe), Bielefeld (Hünenburg), Bonn (Venusberg), Dortmund (Florianturm), Düsseldorf (Rheinturm), Eggegebirge, Herscheid, Hochsauerland (Hunau), Hürtgenwald-Großhau, Köln (Colonius), Langenberg, Lügde-Rischenau (Köterberg), Minden (Jakobsberg), Münster (Fernmeldeturm), Schöppingen, Siegen-Süd, Wesel - Rheinland-Pfalz: Bad Kreuznach (Schanzenkopf), Bad Marienberg (Westerwald), Bornberg, Daun (Eifel), Edenkoben (Kalmit), Heckenbach-Schöneberg (Ahrweiler), Idar-Oberstein, Kaiserslautern, Kettrichhof, Koblenz (Kühkopf), Trier (Petrisberg) - Saarland: Merzig-Merchingen, Saarbrücken (Schoksberg) - Sachsen: Chemnitz, Dresden, Geyer, Leipzig, Löbau, Neustadt, Oschatz, Schöneck, Zwickau Ost - Sachsen-Anhalt: Brocken, Burg, Dequede, Petersberg, Pettstädt (Weißenfels), Schneidlingen, Wittenberg - Schleswig-Holstein: Bungsberg, Flensburg, Heide, Helgoland, Hennstedt, Kiel (Kronshagen), Lübeck (Stockelsdorf), Schleswig, Niebüll (Süderlügum), Westerland (Sylt) - Thüringen: Bleßberg (Sonneberg), Erfurt-Hochheim, Gera, Inselsberg, Jena (Oßmaritz), Kulpenberg, Saalfeld (Remda), Lobenstein (Sieglitzberg), Weimar (Ettersberg) |
| 5D Antenne DE (D__00364)     | DAB-Block von Antenne Deutschland: - 80s80s (72 kbps) - 90s90s (72 kbps) - Absolut Bella (72 kbps) - Absolut Germany (72 kbps) - Absolut HOT (72 kbps) - Absolut Oldie (72 kbps) - Absolut TOP (72 kbps) - AIDAradio (72 kbps) - Ballermann Radio (72 kbps) - Beats Radio (72 kbps) - Brillux Radio (72 kbps) - Nostalgie (72 kbps) - Oldie Antenne (72 kbps) - RTL Radio (72 kbps) - Rock Antenne (72 kbps) - Toggo Radio (72 kbps)                                                   | 10       | ND                                          | - Bayern: Amberg (Hirschau), Bamberg (Geisberg), Ingolstadt (Gelbelsee), Kreuzberg/Rhön, Nürnberg, Ochsenkopf, Pfaffenhofen, Regensburg (Hohe Linie), Würzburg (Frankenwarte) - Berlin: Berlin (Alexanderplatz), Berlin (Scholzplatz) - Brandenburg: Casekow, Cottbus, Pritzwalk - Bremen: Bremen (Walle) - Hamburg: Hamburg (Heinrich-Hertz-Turm) - Mecklenburg-Vorpommern: Rostock (Toitenwinkel), Schwerin (Zippendorf-Gr.Dreesch), Züssow - Niedersachsen: Braunschweig (Broitzem), Cuxhaven-Stadt, Göttingen (Bovenden-Osterberg), Hannover (Telemax), Hildesheim (Sibbesse/Griesberg), Lüneburg-Neu Wendhausen, Molbergen-Peheim, Osnabrück (Bramsche-Schleptruper Egge), Visselhövede - Nordrhein-Westfalen: Bielefeld (Hünenburg), Minden (Jakobsberg) - Sachsen: Dresden, Geyer, Leipzig, Löbau/Schafberg, Oschatz, Schöneck - Sachsen-Anhalt: Brocken, Burg, Petersberg, Wittenberg - Schleswig-Holstein: Flensburg, Heide, Kiel (Kronshagen), Lübeck (Stockelsdorf) - Thüringen: Erfurt-Hochheim, Gera, Inselsberg, Jena (Oßmaritz), Kulpenberg, Lobenstein (Sieglitzberg), Weimar (Ettersberg) |
| 8B NI OSNABRCK K8B (D_00539) | DAB-Block der Media Broadcast: - 89.0 RTL (72 kbps) - Antenne Niedersachsen (72 kbps) - Antenne Schlager (72 kbps) - bigFM (72 kbps) - Jam FM (72 kbps) - Oldie Antenne (72 kbps) - Radio 21 (OS) (72 kbps) - Radio Bollerwagen (72 kbps) - radio ffn (72 kbps) - Radio Osnabrück (OS) (72 kbps) - The Wolf (OS) (72 kbps) | 10       | ND                                          | Osnabrück (Bramsche-Schleptruper Egge) |
| 10A NDR NDS (D__00336)       | DAB+ Block des Norddeutschen Rundfunks - NDR 1 NDS OS (Osnabrück) (104 kbps) - NDR 2 NDS (104 kbps) - NDR Kultur (104 kbps) - NDR Info NDS (104 kbps) - N-Joy (104 kbps) - NDR Blue (104 kbps) - NDR Schlager (104 kbps) - NDR Info Spezial (104 kbps) - NDR BWS (16 kbps) - ARD TPEG (16 kbps) | 4        | ND                                          | Damme, Lingen, Osnabrück (Bramsche-Schleptruper Egge), Osnabrück (Grafensundern), Papenburg, Sögel/Windberg |

### Digitales Fernsehen (DVB-T / DVB-T2)
Die Umstellung des Senders Schleptruper Egge auf den DVB-T2-Standard mit HEVC Bildcodierung erfolgte am 25. April 2018. Das private Programmangebot von Freenet TV wird seitdem vom Standort Osnabrück (Schinkelturm) nahe Belm verbreitet. Optional lassen sich zusätzliche im NDR-Angebot und bei Freenet TV connect als Verknüpfung enthaltene Programme über eine Internetverbindung wiedergeben, falls das Empfangsgerät HbbTV (ab Version 1.5) unterstützt (NDR via IP: ARD-alpha HD, rbb Brandenburg HD, SR Fernsehen HD, SWR BW HD, …).
Folgende DVB-T2-Bouquets werden übertragen:
| Kanal | Frequenz (MHz) | Multiplex                                   | Programme im Multiplex | ERP (kW) | Antennen- diagramm rund (ND)/ gerichtet (D) | Polarisation horizontal (H)/ vertikal (V) | SFN mit |
| ----- | -------------- | ------------------------------------------- | --- | -------- | ------------------------------------------- | ----------------------------------------- | --- |
| 37    | 602            | ARD regional (NDR) Niedersachsen            | - NDR Fernsehen HD (Niedersachsen) - WDR Fernsehen (Köln) HD - hr-Fernsehen HD / NDR FS HD (HH)(zeitw.) - mdr Fernsehen (Sachsen-Anhalt) HD / NDR FS HD (MV)(zeitw.) - BR Fernsehen Süd HD / NDR FS HD (SH)(zeitw.) Radio: - N-Joy - NDR 1 NDS HAN - NDR 2 - NDR Info | 50       | ND                                          | H                                         | Lingen, Osnabrück (Bramsche-Schleptruper Egge), Osnabrück (Schinkelturm)                                     |
| 41    | 634            | ARD Digital (NDR)                           | - Das Erste HD - phoenix HD - arte HD - tagesschau24 HD - one HD Radio: - NDR Blue - NDR Info Spezial - NDR Kultur - NDR Schlager | 50       | ND                                          | H                                         | Lingen, Osnabrück (Bramsche-Schleptruper Egge), Osnabrück (Schinkelturm)                                     |
| 45    | 666            | Gemischter Multiplex von ZDF und freenet TV | - ZDF HD - 3sat HD - KiKa HD - ZDFneo HD - ZDFinfo HD - freenet TV connect (HbbTV-Dienst mit mehreren Streams, HbbTV v1.5 erforderlich) | 50       | ND                                          | H                                         | Lingen, Münster-Baumberge, Münster (Stadt), Osnabrück (Bramsche-Schleptruper Egge), Osnabrück (Schinkelturm) |

Sendeparameter
| Verwendet von (HD-Programme pro Mux)   | Modulations- verfahren | Coderate | FFT-Modus    | Guard- intervall | Pilottöne       | Datenrate [Mbit/s] |
| -------------------------------------- | ---------------------- | -------- | ------------ | ---------------- | --------------- | ------------------ |
| ZDF (5)                                | 64-QAM                 | 3/5      | 16k extended | 19/128           | Pilot Pattern 2 | 22,0               |
| ARD Digital (NDR) (5) NDR regional (5) | 64-QAM                 | 1/2      | 16k extended | 19/128           | Pilot Pattern 2 | 18,2               |

### Analoges Fernsehen
Bis zur Umstellung auf DVB-T am 14. Dezember 2005 wurden folgende Programme in analogem PAL gesendet:
| Kanal | Frequenz (MHz) | Programm                      | ERP (kW) | Sendediagramm rund (ND)/ gerichtet (D) | Polarisation horizontal (H)/ vertikal (V) |
| ----- | -------------- | ----------------------------- | -------- | -------------------------------------- | ----------------------------------------- |
| 39    | 615,25         | ZDF                           | 250      | ND                                     | H                                         |
| 50    | 703,25         | Das Erste (NDR)               | 250      | D                                      | H                                         |
| 56    | 751,25         | NDR Fernsehen (Niedersachsen) | 204      | ND                                     | H                                         |

Entgegen anderslautender Gerüchte befindet sich auf dem Sendemast der Schleptruper Egge kein Amateurfunkrelais. Die Osnabrücker Amateurfunkrelais befinden sich auf dem Dörenberg und dem Grafensundern südlich von Osnabrück. Ein weiter nördlich des Senders Schleptruper Egge gelegenes Amateurfunkrelais befindet sich auf dem Signalberg in den Dammer Bergen.

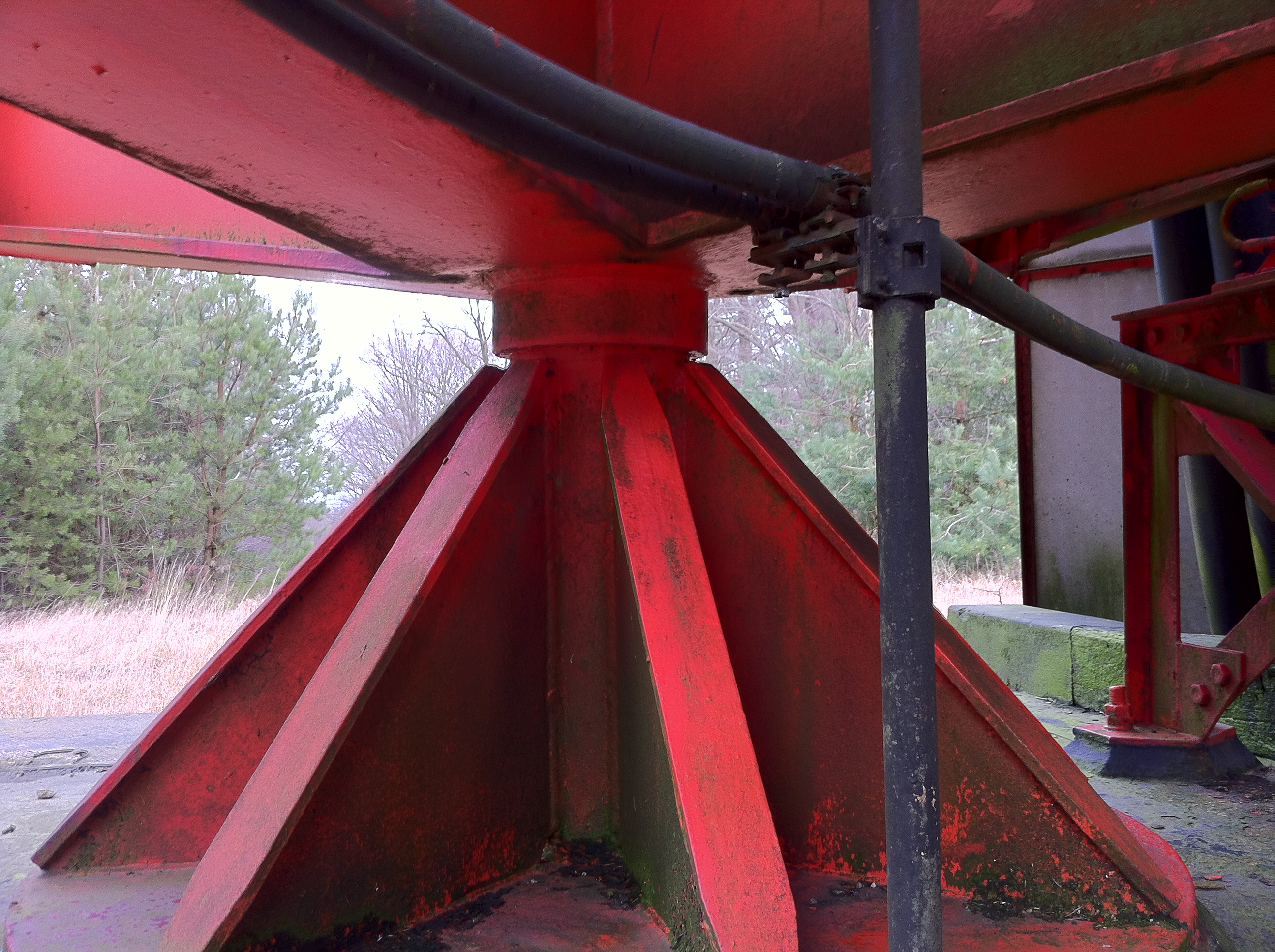
Fußpunkt des Turmes
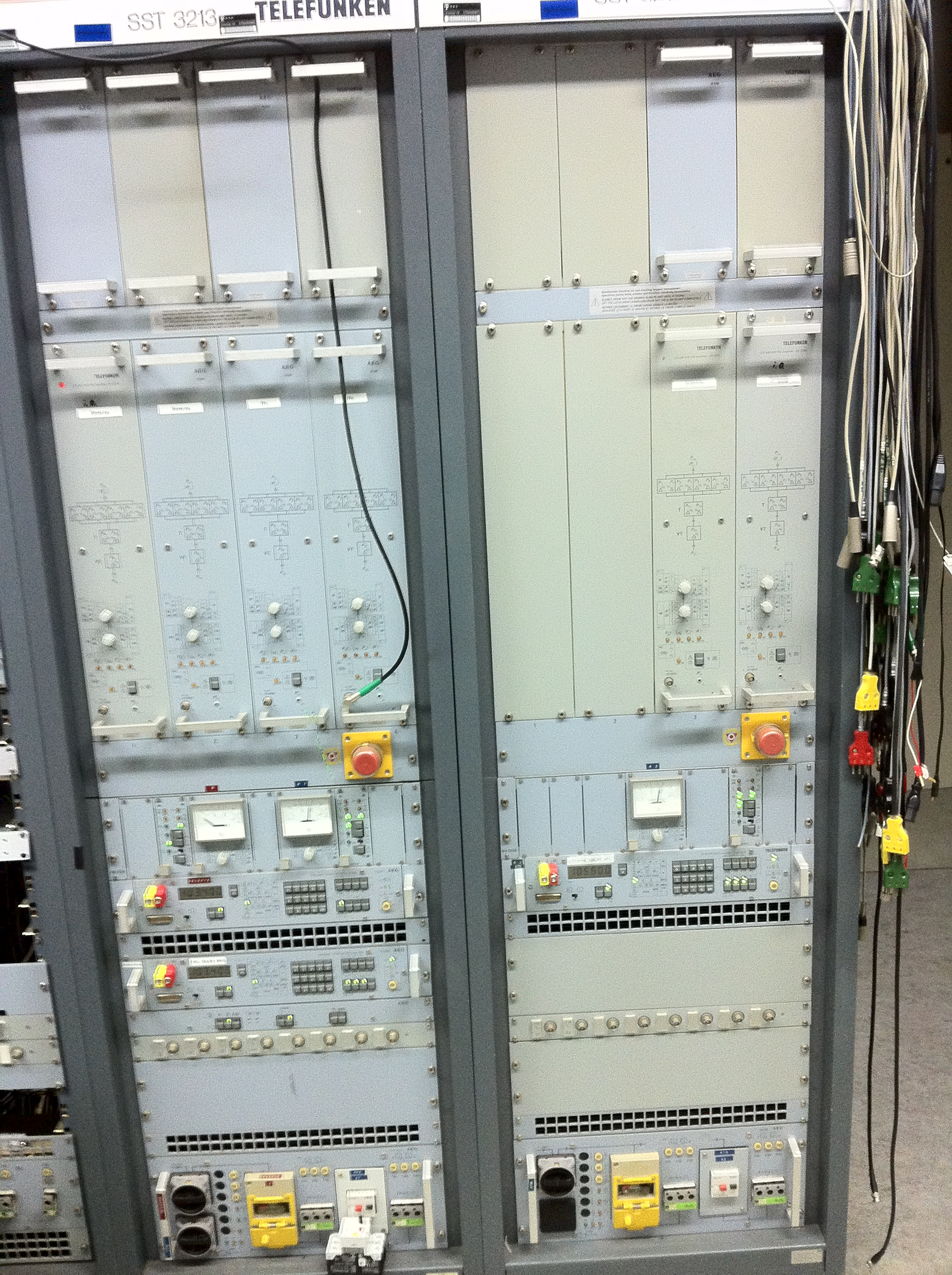
Analoge Endstufen für Radiosender
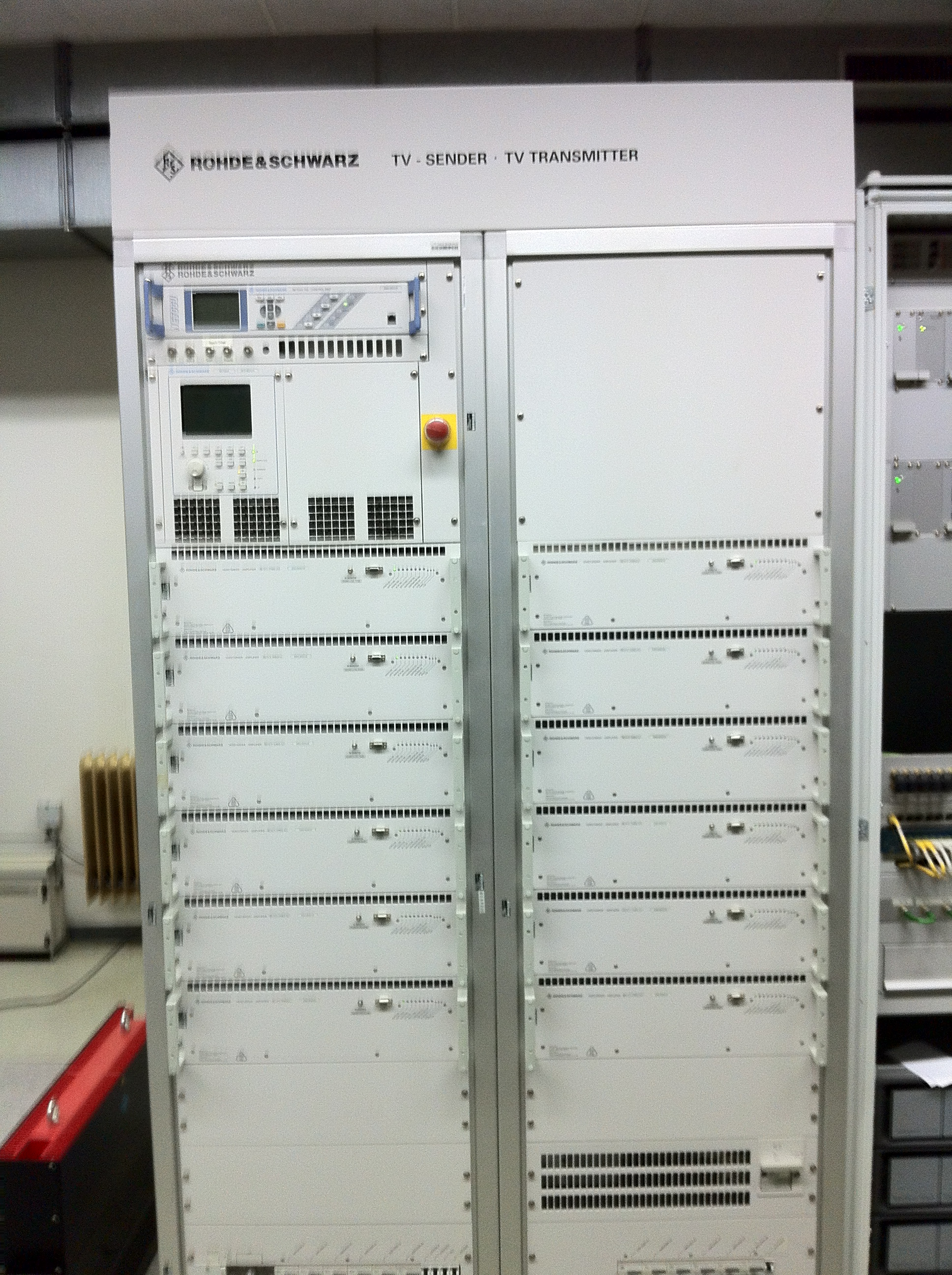
Digitale Endstufen
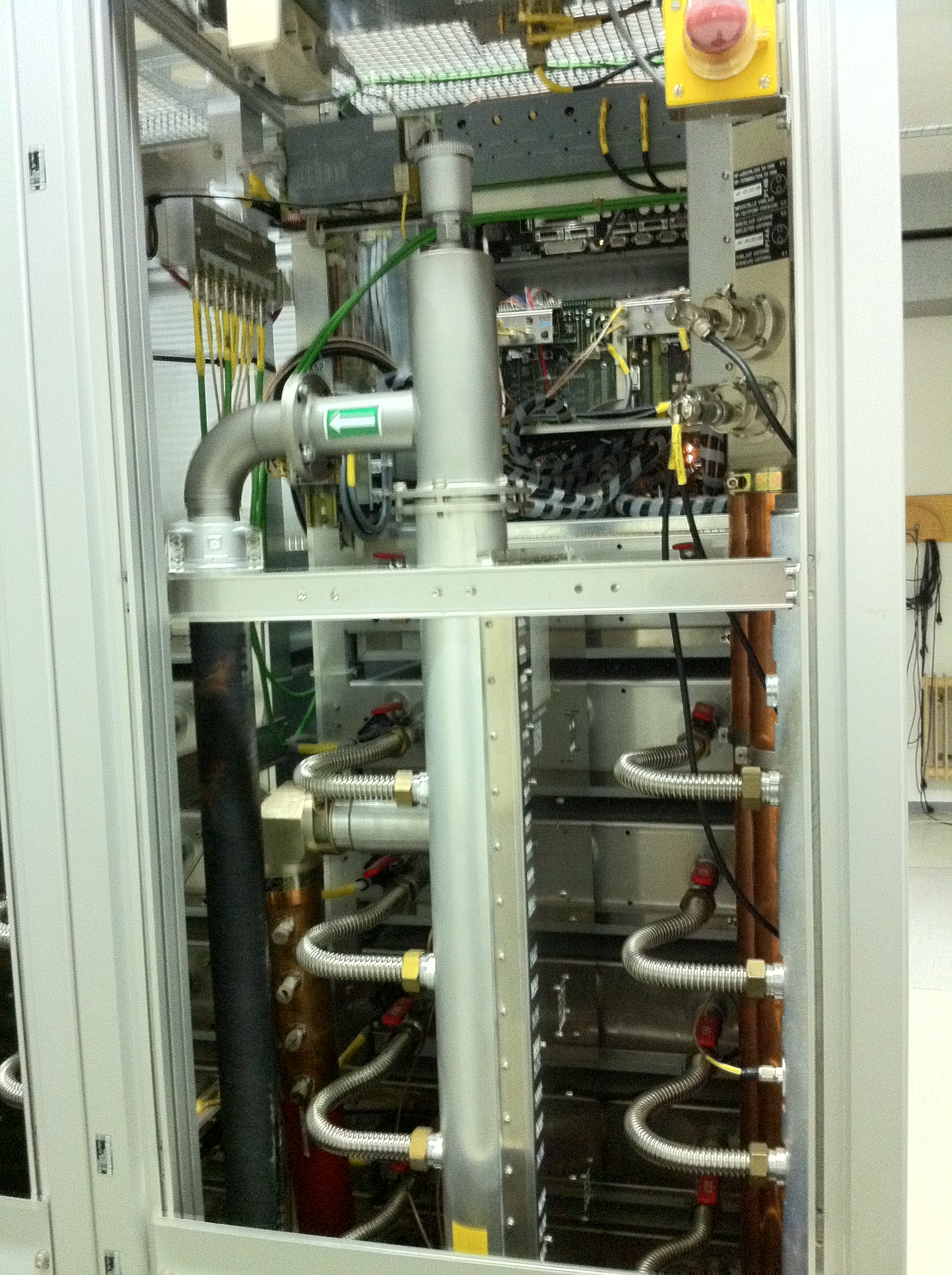
Rückseite der digitalen Endstufen mit Rohren der Wasserkühlung